# Pantai Tinjau
Pantai Tinjau is een bestuurslaag in het regentschap Aceh Tamiang van de provincie Atjeh, Indonesië. Pantai Tinjau telt 604 inwoners (volkstelling 2010).